# Маркус Ґюнтгардт
Маркус Ґюнтгардт (нар. 10 вересня 1957) — колишній швейцарський тенісист.
Найвищу одиночну позицію світового рейтингу — 209 місце досяг 4 січня 1981, парну — 44 місце — 17 вересня 1984 року.
Здобув 3 парні титули.
Найвищим досягненням на турнірах Великого шолома був чвертьфінал в парному розряді.

## Парний розряд титули (3)
| Результат | Ранг | Дата | Турнір               | Покриття   | Партнер           | Суперники у фіналі             | Рахунок у фіналі |
| --------- | ---- | ---- | -------------------- | ---------- | ----------------- | ------------------------------ | ---------------- |
| Перемога  | 1.   | 1980 | Swedish Open, Швеція | Ґрунт      | Гайнц Ґюнтгардт   | Джон Фівер Пітер Макнамара     | 6–4, 6–4         |
| Поразка   | 1.   | 1980 | Женева, Швейцарія    | Ґрунт      | Гайнц Ґюнтгардт   | Желько Франулович Балаж Тароці | 4–6, 6–4, 4–6    |
| Перемога  | 2.   | 1981 | Гштад, Швейцарія     | Ґрунт      | Гайнц Гюнтхардт   | Девід Картер Пол Кронк         | 6–4, 6–1         |
| Поразка   | 2.   | 1981 | Базель, Швейцарія    | Тверде (i) | Павел Сложил      | Хосе Луїс Клерк Іліє Настасе   | 6–7, 7–6, 6–7    |
| Поразка   | 3.   | 1982 | Каїр, Єгипет         | Ґрунт      | Гайнц Гюнтхардт   | Дрю Джітлін Джим Гарфейн       | 4–6, 5–7         |
| Поразка   | 4.   | 1982 | Гштад, Швейцарія     | Ґрунт      | Гайнц Гюнтхардт   | Сенді Меєр Ферді Тейган        | 2–6, 3–6         |
| Поразка   | 5.   | 1983 | Мадрид, Іспанія      | Ґрунт      | Золтан Кухарський | Гайнц Ґюнтгардт Павел Сложил   | 3–6, 3–6         |
| Перемога  | 3.   | 1984 | Гштад, Швейцарія     | Ґрунт      | Гайнц Гюнтхардт   | Жівалдо Барбоза Жоао Суарес    | 6–4, 3–6, 7–6    |